# Kiyohara no Motosuke
Kiyohara no Motosuke (清原 元輔) (né en 908, mort en juin 990) est un poète de waka et un membre de la noblesse japonaise de l'époque de Heian. Sa fille est la poétesse et romancière Sei Shōnagon, aujourd’hui connue pour avoir écrit les notes de chevet. Il fait partie de la liste des trente-six grands poètes et l'un de ses poèmes est inclus dans le fameux Hyakunin Isshu. Sa carrière à la cour le fait être gouverneur des provinces de Kawachi et Higo.
En tant que membre du Nashitsubo no gonin (梨壺の五人), Motosuke participe à la compilation du Gosen Wakashū. Il réunit également des lectures kundoku (訓読) de textes issus du Man'yōshū.
Ses poèmes sont inclus dans plusieurs anthologie de poésie officielles dont le Shūi Wakashū. Il nous reste également une collection personnelle appelée Motosukeshū (元輔集).